# Curug Badak
Curug Badak is een bestuurslaag in het regentschap Lebak van de provincie Banten, Indonesië. Curug Badak telt 5652 inwoners (volkstelling 2010).